# 堆积 (化学)

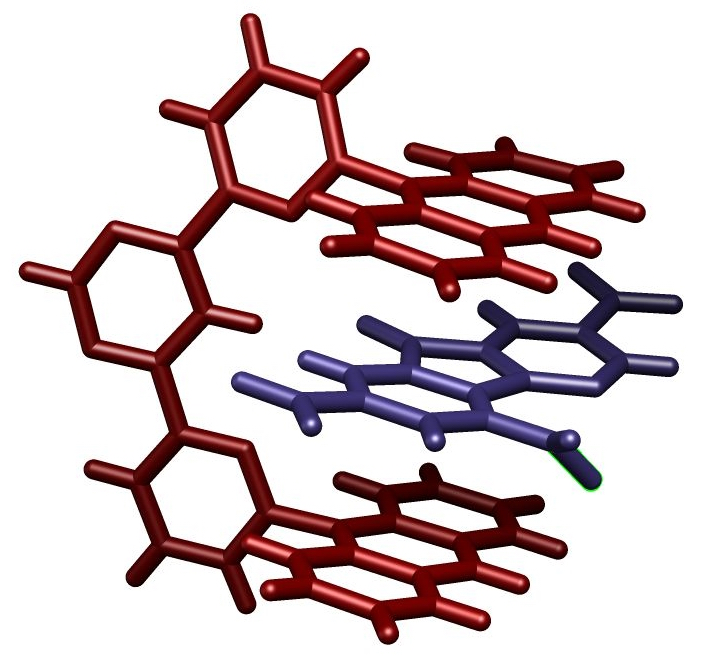
三硝基芴（trinitrofluorene，藍色）夾在分子鑷子（molecular tweezers，紅色）中，兩者經由芳香性重疊作用結合在一起。

堆積（英語：Stacking，又譯重疊）在超分子化學中是指芳香性分子的一類排列堆積形式。例如DNA中連續性鹼基的堆積系統，或是某些具有兩個非極性環的酵素，會以π軌域重疊的方式而堆積在一起。

## 生物學上的堆積
DNA分子中的π堆積出現在相連的核苷酸之間，可加強分子結構的穩定性。核苷酸中的含氮鹼基皆擁有芳香環。在DNA分子中，這些芳香環是以面對面的平行方式排列，使鹼基之間得以發生芳香交互作用（aromatic interactions）。在此交互作用中，雙鍵中的π鍵會與另一個π鍵重疊。

## 外部連結
- The physical basis of nucleic acid base stacking in water. （页面存档备份，存于）